# 云南连蕊茶
云南连蕊茶（学名：Camellia forrestii）是山茶科山茶属的植物，是中国的特有植物。分布于中国云南等地，生长于海拔1,100米至3,200米的地区，多生长在混交林下、常绿阔叶林中、草坡、灌丛中或林中。

## 种下等级
- Camellia forrestii (Diels) Cohen-Stuart var. acutisepala (Tsai et Feng) Sealy（異名：Camellia acutisepala Tsai et Feng）
- Camellia forrestii (Diels) Cohen-Stuart var. crassipes (Sealy) Ming
- Camellia forrestii var. pentamera (Hung T.Chang) T.L.Ming（異名：Camellia pentamera H. T. Chang）

## 变种
- 川滇连蕊茶（学名：Camellia tsaii var. synaptica）为山茶科山茶属云南连蕊茶的变种。分布在中国大陆的云南等地。
- 窄叶连蕊茶（学名：Camellia tsaii）为山茶科山茶属的植物，为中国的特有植物。分布于越南、缅甸以及中国大陆的云南省等地，生长于海拔1,300米至2,400米的地区。